# Franz Egon von Hoensbroech
Franz Egon Graf und Marquis von und zu Hoensbroech (* 1. Juni 1805 auf Schloss Haag bei Geldern; † 19. Dezember 1874 ebenda) war ein katholischer, niederrheinischer und niederländischer Adeliger, Mitbegründer der Rheinischen Ritterschaft sowie erbliches Mitglied des Provinziallandtags der Rheinprovinz. Er unterstützte die Wiederherstellung des Malteserordens in Deutschland, dessen Großkomtur und Ehrenbailli er wurde, schuf Grundlagen zum Aufbau eines Sanitätsdienstes in Preußen und versuchte als Präsident der Genossenschaft seines Ordens vergeblich, den Reichstag vom Jesuitengesetz abzubringen.

## Leben
Franz Egon wurde als ältester Sohn des Marquis und Reichsgrafen Clemens Wenzeslaus von und zu Hoensbroech (1776–1844) und dessen Gemahlin Alexandrine Maximiliane, geborene Freiin von Loë zu Wissen (1784–1806), auf Schloss Haag bei Geldern geboren, das damals im Département de la Roer des Kaiserreichs Frankreich lag. Seine Familie war katholisch und sympathisierte mit habsburgischen Interessen. Philipp Damian von Hoensbroech, ein Bruder seines Großvaters Franz Lothar von Hoensbroech (1722–1796), hatte in den Österreichischen Niederlanden als Bischof von Roermond Karriere gemacht. In der Franzosenzeit bekleidete sein Vater das Amt des Präsidenten der Kantonalversammlung Geldern. Als Erbe des zum alten Limburger Adel zählenden Hauses Hoensbroech (→ Schloss Hoensbroek) übernahm Franz Egon von seinem Vater, der sich nach 1815 aus dem öffentlichen Leben zurückgezogen hatte, den Titel eines Erbmarschalls des Herzogtums Geldern und der Grafschaft Zutphen.
In Preußen, das 1815 durch die Wiener Kongressakte die Rechtsnachfolge Frankreichs auf dem linken Rheinufer angetreten hatte, gehörte seine Familie zu denjenigen rheinischen Adelsdynastien, denen 1836/1837 die Ritterbürtigkeit anerkannt wurde. Für sein Haus trat er der im gleichen Zuge gestifteten Rheinischen Ritterschaft bei. Als Angehöriger des rheinischen Ritterstandes gehörte er zu den Oberhäuptern von Adelsfamilien, denen ein erblicher Sitz im Provinziallandtag der Rheinprovinz zustand. Das Königreich Preußen anerkannte durch Diplom vom 15. Dezember 1827 den Grafenstand der Familie und am 16. Mai 1842, dass der jeweils Älteste des Geschlechts den ursprünglich von Karl II. verliehenen spanisch-niederländischen Titel Marquis tragen darf, und verlieh Franz Egon von Hoensbroech in persona die Titel eines königlich preußischen Kammerherrn und eines Wirklichen Geheimen Rats.
Am 5. April 1840 heiratete er Mathilde Franziska Freiin von Loë zu Wissen (* 10. August 1821 auf Schloss Wissen; † 19. Dezember 1903 in Remagen), die Tochter von Friedrich Karl Alexander Clemens von Loë (1787–1849) und Maria Luise von Wolff-Metternich zur Gracht (1800–1837) sowie Cousine des späteren katholischen Politikers und Bischofs Wilhelm Emmanuel von Ketteler.
1849 erblindete er, als er sich zu Sitzungen des Zweiten Vereinigten Landtags in Berlin aufhielt. Der Augenarzt Albrecht von Graefe, den er konsultierte, konnte gegen eine dauerhafte Erblindung, die ihn an einer aktiven politischen Karriere hinderte, nichts mehr erreichen.

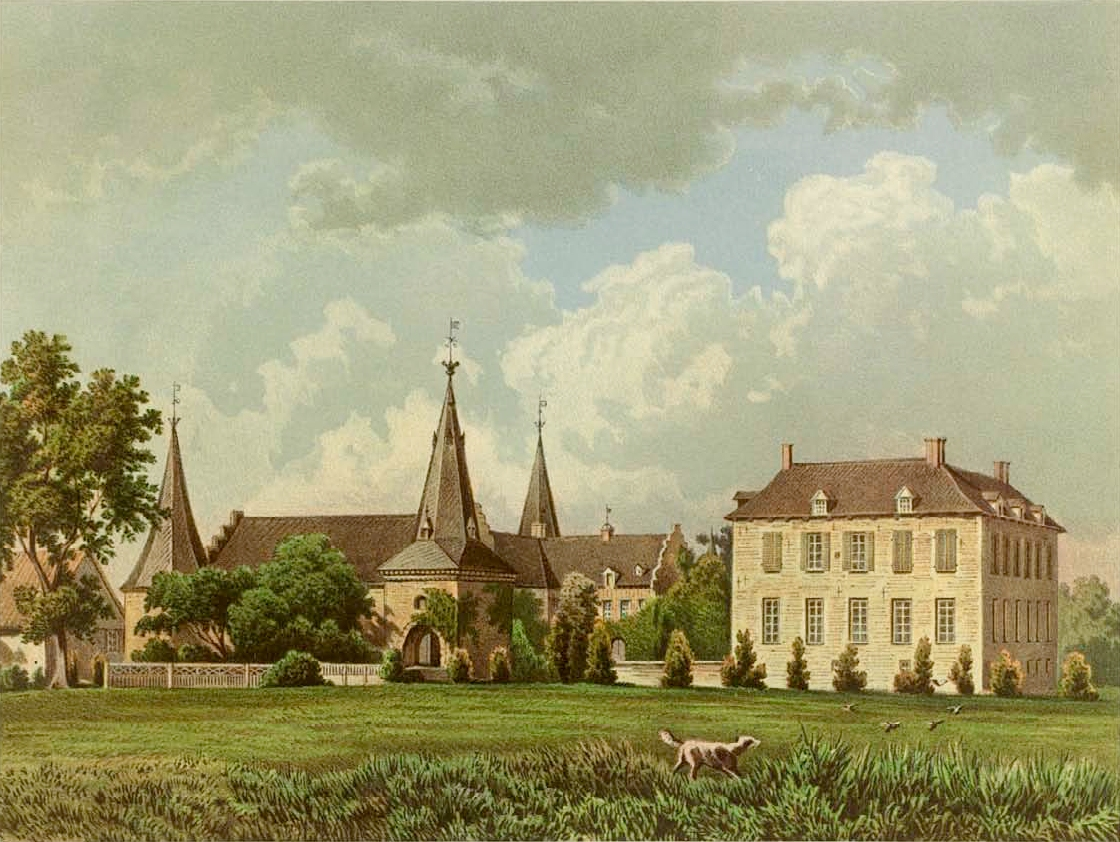
Schloss Haag im 19. Jahrhundert

In den Jahren 1852 bis 1858 ließ Franz Egon von Hoensbroech das Herrenhaus des Schlosses Haag renovieren. Auch das Innere seines Schlosses Türnich ließ er in den 1850er Jahren in den Formen des Neorokoko erneuern.
Als Erbmarschall des Herzogtums Geldern, als Träger einer Amtswürde, die am 14. März 1846 durch Friedrich Wilhelm IV. titularisch als Mannlehen verbunden mit dem Rittergut Haag erneuert worden war, nahm er am 18. Oktober 1861 an der Krönung Wilhelms in Königsberg (Preußen) teil.
Am 24. Juni 1862 ließ er sich – ebenfalls als Erbmarschall des historischen Gelderns – an die Spitze eines Komitees des Kreises Geldern wählen, das den „Gedenktag der 150jährigen Einverleibung des Herzogthums Geldern in die Krone Preußens“ im Folgejahr vorbereitete. Als Leiter einer Deputation gelang es ihm am 31. August 1862, den preußischen König Wilhelm zur Teilnahme an der Veranstaltung zu bewegen. Im Rahmen der Feierlichkeiten war der Monarch am 12. September 1863 auch kurzzeitig sein Gast auf Schloss Haag.
Ab 1858 unterstützte er August Franz von Haxthausen bei dessen Initiative zur Wiedergründung des Malteserordens in Deutschland, der durch die Säkularisation faktisch untergegangen war. Bis zu seinem Tod übernahm Franz Egon von Hoensbroech die Präsidentschaft der rheinisch-westfälischen Maltesergenossenschaft. Auch wurde ihm die Großkomtur des Malteserordens übertragen. Als Mitglied des Ausschusses der Genossenschaft des „katholischen St. Johanniter-Malteser-Ordens“ erklärte er 1866 klarstellend, dass seine Organisation nicht dem 1852 wiederhergestellten Johanniterorden unterworfen sei, aber im Einvernehmen mit dem preußischen Kriegsministerium mit jenem beim Sanitätsdienst und in der Seelsorge zusammenarbeite. Mit Blick auf Erfahrungen aus dem Deutsch-Dänischen Krieg (1864) und dem Deutschen Krieg (1866) gründete die von ihm geleitete Genossenschaft der rheinisch-westfälischen Malteser 1867 eine Zentralleitung zur Organisation der Pflege im Felde verwundeter und kranker Soldaten, deren Vorsitz Rudolf von Schaesberg übernahm. Als 1871 der Deutsch-Französische Krieg ausbrach, berief Franz Egon von Hoensbroech die Mitglieder der Zentralstelle nach Köln, um von dort aus Sanitätspersonal und sonstige Hilfe zu organisieren.
Als nach der Reichsgründung der Kulturkampf eskalierte, engagierte sich Franz Egon von Hoensbroech auf der Seite des Ultramontanismus für die Interessen der römisch-katholischen Kirche. Als Präsident der Johanniter-Malteser-Genossenschaft unterschrieb er am 29. April 1872 eine Petition, die den Reichstag bat, das Jesuitengesetz abzuweisen. Die Petition scheiterte. Um den Jesuiten zu helfen, deren ausländische Ordensangehörige des Landes verwiesen wurden, stellte er ihnen daraufhin – sehr zum Missfallen des preußischen Innenministers Friedrich zu Eulenburg – seinen limburgischen Landsitz Schloss Bleijenbeek in Bergen zur Verfügung.
Als traditionsgebundener Katholik besuchte Franz Egon von Hoensbroech jeden Sonntag den Gottesdienst. Noch in hohem Alter unternahm er jährlich eine Fußwallfahrt zum Gnadenbild von Kevelaer.

### Nachkommen
Aus seiner Ehe mit Mathilde Franziska Freiin von Loë zu Wissen gingen vier Töchter und drei Söhne hervor:
- Luise Mathilde Clementine (* 2. März 1841; † 1894), im Alter von 17 Jahren Klosterfrau bei den Schwestern des Heiligen Andreas zu Tournai (Sœurs de Saint-André, eine den Jesuiten verwandte Ordensgemeinschaft in der spirituellen Tradition von Ignatius von Loyola), tätig in der Niederlassung des Ordens in London
- Antonia Carolina (* 1. Februar 1844; † 23. März 1875), ⚭ Franz Xaver Graf von Korff genannt Schmising-Kerssenbrock (1838–1910), Sohn des Clemens August von Korff genannt Schmising-Kerssenbrock (1806–1880) und dessen Ehefrau Caroline von Fürstenberg (1801–1866)
- Wilhelm Rudolf Franz Anton (* 17. April 1849; † 15. Februar 1922), ⚭ 1877 Eleonore Prinzessin zu Windisch-Graetz (1855–1935)
- Maria Magdalena (* 22. Juli 1850)
- Paul Cajus (* 29. Juni 1852; † 29. August 1929); ⚭ 1895 Gertrud Lettgau (1868–1937)
- Theresia Maria (* 3. November 1855)
- Clemens Wenzeslaus (* 3. März 1858; † 26. Dezember 1914), ⚭ Kunigunde Maria Everhardina Freiin Raitz von Frentz zu Kellenberg